# 奧薩沃托米鎮區 (堪薩斯州邁阿密縣)
奧薩沃托米鎮區（英語：Osawatomie Township）是位於美國堪薩斯州邁阿密縣的一個行政鎮區。

## 地方資料
奧薩沃托米鎮區的面積為89.05平方千米，當中陸地面積為87.75平方千米，而水域面積為1.30平方千米。根據2010年美國人口普查的數據，當地共有人口728人，而人口密度為每平方千米8.18人。

## 外部連結
- US-Counties.com
- City-Data.com （页面存档备份，存于）